# Molla molla
Molla molla är en fjärilsart som beskrevs av Evans 1955. Molla molla ingår i släktet Molla och familjen tjockhuvuden. Inga underarter finns listade i Catalogue of Life.